# Российское научно-техническое общество радиотехники, электроники и связи имени А. С. Попова
Российское научно-техническое общество радиотехники, электроники и связи имени А. С. Попова (Российское НТОРЭС им. А. С. Попова, РНТОРЭС им. А. С. Попова) — российская общественная организация, которая продолжает традиции Российского общества радиоинженеров, созданного в 1918 году.
РНТОРЭС — одно из крупнейших НТО в стране. Совместно со своими региональными отделениями организует конференции, семинары, выставки, бизнес-форумы, школы, проводит ежегодные научные сессии, посвящённые Дню радио.

## Задачи и форма деятельности
Основные задачи — объединение усилий и направление творческой деятельности российских учёных и инженеров на совершенствование отечественной радиотехники, электроники и связи на основе новейших достижений науки и техники, содействие учёным и инженерно-техническим работникам в развитии научного технического творчества, повышении профессиональной квалификации, защите профессиональных прав и интеллектуальной собственности.
Деятельность подразумевает:
- проведение научных конференций, симпозиумов и семинаров, организацию тематических выставок, аукционов и ярмарок научно-технических идей, смотров работ студенческой научной молодежи. При РНТОРЭС созданы 15 научных секций;
- развитие международного сотрудничества с зарубежными научно-техническими обществами, в том числе с международным Институтом инженеров электротехники и электроники (IEEE), объединяющим более 30 научных обществ, и с которым подписано долгосрочное соглашение о сотрудничестве;
- издание научных трудов конференций и специализированных периодических изданий.

## История
Предшественником РНТОРЭС им. А. С. Попова было Российское общество радиоинженеров (РОРИ), созданное в Петрограде в марте 1918 года. Идея создания РОРИ возникла на первом Всероссийском съезде военных радиотелеграфистов, который состоялся в декабре 1917 года в Инженерном замке Петрограда. Съезд собрал радиоспециалистов от промышленных предприятий и представителей военного и морского ведомств. Из 34 делегатов съезда 30 человек стали будущими учредителями РОРИ, среди них — М. А. Бонч-Бруевич, В. К. Лебединский, В. М. Лещинский, В. Ф. Миткевич, А. А. Петровский, А. А. Реммерт, И. Г. Фрейман, А. Ф. Шорин. С 31 марта 1918 года первым выбранным председателем РОРИ стал В. К. Лебединский. Согласно уставу РОРИ главной целью этой организации было содействие развитию радиотехники и радиотехнической промышленности в России, а также защита профессиональных интересов своих членов.
В апреле 1918 года правительство России переехало в Москву. К новому месту службы прибыли и петроградские радиоспециалисты, в том числе М. В. Шулейкин, избранный в конце 1918 года председателем РОРИ в связи с переездом В. К. Лебединского в Нижний Новгород для организации там Нижегородской радиолаборатории. По принятому в августе 1920 года новому уставу РОРИ допускалось создание региональных отделений общества. Однако уже в июле 1919 года оставшиеся в Петрограде члены РОРИ возобновили регулярную деятельность общества — было образовано Петроградское отделение РОРИ во главе с А. А. Петровским, секретарем отделения стал Л. С. Термен. Региональные отделения РОРИ были созданы также в Нижнем Новгороде (во главе с М. А. Бонч-Бруевичем), в Туркестане, в Киеве (И. И. Косоногов) и в Одессе. После 1925 года деятельность РОРИ стала менее активной и к 1929 году фактически прекратилась.

### Создание и реорганизация
Всесоюзное научное общество радиотехники и электросвязи (ВНОРиЭ) им. А. С. Попова было основано в 1945 году. Инициаторами создания научного общества и его президентами были заместитель наркома связи СССР А. Д. Фортушенко (был избран первым председателем ВНОРиЭ), академики АН СССР А. И. Берг, В. А. Котельников и член-корреспондент АН СССР В. И. Сифоров. Примерно в конце 1940-х — начале 1950-х годов сокращённое название поменялось на ВНТОРиЭ — Всесоюзное научно-техническое общество радиотехники и электросвязи им. А. С. Попова.
Создавались и региональные отделения. Положение о Ленинградском отделении всесоюзного научно-технического общества радиотехники и электросвязи было разработано в 1946 году, деятельность правления, судя по архивным документам, началась в 1947 году, последующее название организации — Санкт-Петербургское НТО РЭС им. А. С. Попова (сокращённо СПбНТОРЭС или СПБ НТОРЭС, деятельность прекращена в октябре 2020). Московское правление было выделено из ВНТОРиЭ как самостоятельная организация 15 декабря 1955 года и впоследствии получило название Московское НТОРЭС им. А. С. Попова (сокращённо МНТОРЭС).
Известно также о деятельности Украинского республиканского и Киевского областного правлений.
ВНТОРиЭ им. А. С. Попова было переименовано в 1968 году во Всесоюзное научно-техническое общество радиотехники, электроники и связи (ВНТОРЭС) им. А. С. Попова. С 6 декабря 1991 года оно было реорганизовано в Российское НТОРЭС им. А. С. Попова, его возглавил академик РАН, научный руководитель Института радиотехники и электроники РАН Ю. В. Гуляев.
Заметную роль среди действующих в РНТОРЭС секций играет историческая секция.

### Историческая комиссия
В 1962 году в американском журнале Proceedings of the IRE появилась статья Ч. Зюскинда «Попов и зарождение радиотехники». В статье утверждалось, что А. С. Попов — один из пионеров практического применения экспериментов Г. Герца, но не изобретатель радио. Кроме того, Ч. Зюскинд аргументированно высказал сомнения в правдивости легенды о первой в мире беспроводной телеграфной передаче слов «Генрих Герц» приборами А. С. Попова в марте 1896 года.
В 1964 году Центральное правление ВНТОРиЭ учредило в своем составе Историческую комиссию для противодействия искажению официальной истории создания и развития радиосвязи и для документированной защиты приоритета А. С. Попова. Председателем комиссии был избран Маршал войск связи, автор ряда публикаций по истории военной и гражданской связи И. Т. Пересыпкин. Его заместителем стал профессор, исследователь истории радиотехники И. В. Бренёв (который с 1974 года возглавил комиссию). Комиссия занималась рецензированием подготовленных к публикации материалов, посвящённых истории электросвязи, радиотехники и почты, а также обсуждением опубликованных материалов и поиском компетентных авторов по темам. В состав комиссии входило 20 человек. В числе заместителей председателей были М. Р. Резников, В. М. Родионов, Н. И. Чистяков, В. И. Шамшур, Д. Л Шарле. Комиссия проводила большую работу для популяризации недостаточно оценённых, а также незаслуженно забытых отечественных учёных и изобретателей в области радиотехники и радиосвязи, таких как: И. Г. Фрейман, Б. Л. Розинг, М. А. Бонч-Бруевич, А. Ф. Шорин, Л. А. Кубецкий, А. П. Константинов, В. И. Бекаури, Л. А. Рыфтин, Б. А. Остроумов, П. А. Остряков, Л. С. Термен, В. И. Юзвинский, Г. В. Брауде и другие.
Уже в 1964 году в опубликованных тезисах доклада И. В. Бренёва рекомендовалось

при изложении истории изобретения радиосвязи не упоминать, что во время доклада и демонстрации приборов, имевших место 12 (24) марта 1896 г., А. С. Поповым была передана с помощью азбуки Морзе радиограмма из слов «Генрих Герц». Версия об этой передаче появилась в литературе много лет спустя (в 1925 г.) и основывалась на воспоминаниях некоторых лиц, а не на документах.
Однако по поводу приоритета А. С. Попова отмечалось:

Приоритет А. С. Попова в изобретении радио (радиосвязи) обосновывается не фактом передачи по радио слова «Герц», а всеми предшествующими его публичными выступлениями и демонстрациями изобретённых им приборов, его собственными публикациями в печати и подлинными документами своего времени, ставшими достоянием широкой общественности до опубликования первого патента Г. Маркони, последовавшего только после 2 июля 1897 г.
Деятельность Исторической комиссии началась в период завершения хрущевской оттепели, после которого критика советской действительности, а также посягательство на приоритет А. С. Попова стали недопустимыми. Поэтому с середины 1960-х годов первоначальные намерения комиссии распространить документальные сведения об исследованиях А. С. Попова и препятствовать искажению фактов привели к идеологическому диктату со стороны советских и партийных органов. Все публикации контролировались, малейшее отступление от концептуально правильного изложения истории радио пресекалось на стадии рецензирования. В дальнейшем, благодаря работе комиссии, до середины 1980-х годов преобладала официальная точка зрения о приоритете А. С. Попова
В целом идеологический диктат привёл к нарастанию протестной реакции части общества, имеющей отношение к истории радио. В результате одного из конфликтов в 1974—1975 годах незаслуженно пострадал один из заместителей председателя Исторической комиссии Н. И. Чистяков, представитель московской школы радиотехников и историков связи.
Наиболее активно комиссия работала в 1984—1991 годах. В 1991—1996 годах деятельность комиссии пошла на спад. По мнению Д. Л. Шарле, некоторую негативную роль в этом сыграли жалобы в разные инстанции члена НТОРЭС Е. Г. Поповой-Кьяндской (внучки А. С. Попова) на Н. И. Чистякова и В. В. Мигулина за якобы недооценку комиссией заслуг её деда. Комиссия раскололась на две группы, придерживавшихся разных позиций в оценке истории зарождения радиосвязи.
Историки в основном ленинградской школы (Д. Л. Трибельский, В. А. Урвалов, Е. Г. Кьяндская-Попова, И. Д. Морозов, А. В. Пилипенко, С. М. Герасимов и другие) отстаивали незыблемость официальной точки зрения, согласно которой радио, в самом широком смысле этого понятия, было изобретено одним человеком — А. С. Поповым, причём точкой отсчёта следует считать его сообщение «Об отношении металлических порошков к электрическим колебаниям» 25 апреля (7 мая) 1895 года на заседании Русского физико-химического общества с демонстрацией приёма электромагнитных волн с помощью прибора оригинальной конструкции. Указанная точка отсчёта с середины 1920-х до середины 1960-х годов увязывалась с легендой о первой демонстрации беспроводной телеграфии А. С. Поповым в марте 1896 года: «Поскольку при этой демонстрации была использована та же самая схема, которую в качестве „грозоотметчика“ А. С. Попов демонстрировал ранее, датой изобретения радио считается 7 мая 1895 года».
Позиция историков московской школы, называвших себя «умеренными» (Н. И. Чистяков, Д. Л. Шарле, М. А. Миллер, В. В. Мигулин и другие), заключалась в следующем:
- открытие возможности приёма радиосигналов является результатом деятельности ряда учёных, при этом Г. Герц доказал существование электромагнитных волн, осуществив способ их искусственной генерации и фиксации;
- на начальной стадии успехи применения «волн Герца» в опытах связаны с именами Э. Бранли и особенно О. Лоджа, который в 1894 году на свое устройство принимал электромагнитные волны на расстоянии 36 м;
- основной вклад был сделан на завершающем этапе двумя людьми — А. С. Поповым, создавшим первый практический прибор — грозоотметчик, улавливающий и отмечающий разряды молний, и Г. Маркони, который первым, тоже в 1895 году[* 3], независимо от Попова, осуществил передачу и приём сигналов на расстоянии 1,5—2 км, он же первым применил при передаче код Морзе, то есть фактически изобрёл беспроволочный телеграф — первое устройство двусторонней радиосвязи;
- заслуги А. С. Попова и Г. Маркони в создании радио равновелики.

Такая трактовка полностью совпала с опубликованной в 1995 году концепцией Европейского вещательного союза. Однако в ходе многочисленных совещаний комиссии так и не удалось выработать единую согласованную позицию, и научная дискуссия была прекращена административно-командными методами.